# Narachai Intha-naka
Narachai Intha-naka (thailändisch นราชัย อินทนาคา, * 27. Juli 1999) ist ein thailändischer Fußballspieler.

## Karriere
Narachai Intha-naka erlernte das Fußballspielen in der Jugendmannschaft von Chiangrai United. Hier unterschrieb er Ende 2017 auch seinen ersten Profivertrag. Der Verein aus Chiangrai spielte in der höchsten Liga des Landes, der Thai League. Als Jugendspieler kam er 2017 einmal in der ersten Liga zum Einsatz. Die Hinserie 2019 wurde er an den Zweitligisten JL Chiangmai United FC aus Chiangmai ausgeliehen. Im Juli 2019 kehrte er nach der Ausleihe nach Chiangrai zurück. Mit Chiangrai United wurde er Ende 2019 thailändischer Fußballmeister. Der Drittligist Chiangrai City FC lieh ihn Anfang 2020 aus. Der Verein spielt in der dritten Liga, der Thai League 3, in der Upper Region.

## Erfolge
Chiangrai United
- Thai League

Meister: 2019